# Verwaltungsgemeinschaft Unterharz

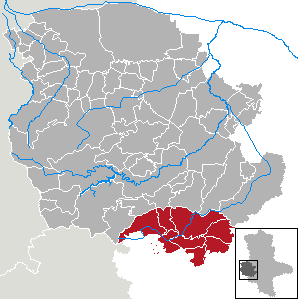
Lage der Verwaltungsgemeinschaft Unterharz im Landkreis Harz, Gebietsstand 31. Juli 2009

Die Verwaltungsgemeinschaft Unterharz war eine Verwaltungsgemeinschaft im Landkreis Harz mit einer Fläche von 164,57 km² und 9442 Einwohnern (Stand 31. Dezember 2006) zu der folgende acht Gemeinden gehörten:
- Dankerode
- Stadt Güntersberge
- Stadt Harzgerode
- Königerode
- Neudorf
- Schielo
- Siptenfelde
- Straßberg

## Politik

### Wappen

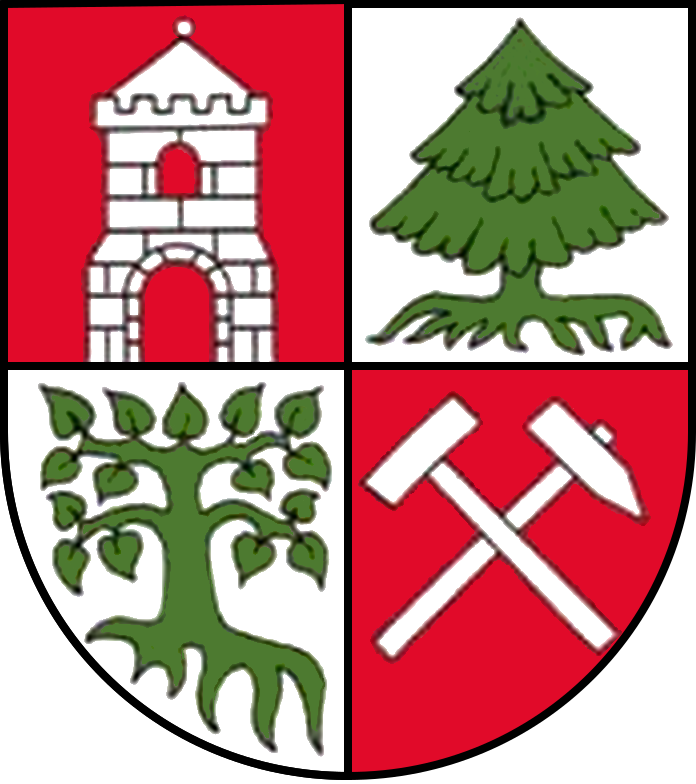
Wappen der Verwaltungsgemeinschaft Unterharz

Blasonierung: „Geviert von rot und silber; im Feld 1 einen silbernen schwarzgefugten Zinnenturm mit beknauftem Spitzdach, offenem Tor und offener Rundbogenfensteröffnung; im Feld 2 eine grüne bewurzelte Tanne; im Feld 3 eine grüne bewurzelte Linde; im Feld 4 einen schräg gekreuzten silbernen Hammer und Schlägel.“

### Geschichte
Die Verwaltungsgemeinschaft wurde am 1. August 2009 durch die Beschlüsse der Gemeinden, außer Neudorf, aufgelöst und ist in der neu gegründeten Stadt Harzgerode aufgegangen. Die Gemeinde Neudorf wird bis auf weiteres von Harzgerode mitverwaltet.